# Eintracht Frankfurt
Eintracht Frankfurt e.V. (phát âm tiếng Đức: [ˈaɪntʁaxt ˈfʁaŋkfʊʁt] ⓘ) là một câu lạc bộ thể thao chuyên nghiệp Đức có trụ sở ở Frankfurt, Hesse. Câu lạc bộ được biết đến nhiều nhất bởi câu lạc bộ bóng đá được thành lập vào ngày 8 tháng 3 năm 1899. Câu lạc bộ hiện đang thi đấu ở Bundesliga, hạng đấu hàng đầu của hệ thống giải đấu bóng đá Đức. 
Eintracht đã giành được 1 chức vô địch Đức, 5 DFB-Pokal, 2 UEFA Europa League và về nhì ở Cúp C1 châu Âu một lần. Đội bóng là một trong những thành viên sáng lập của Bundesliga khi giải đấu này mới thành lập và đã trải qua tổng cộng 56 mùa giải ở hạng đấu cao nhất, do đó trở thành câu lạc bộ tham gia lâu thứ bảy ở hạng đấu cao nhất của giải đấu.
Câu lạc bộ có 155.000 thành viên và là câu lạc bộ lớn thứ ba ở cấp độ này tại Đức. Kể từ năm 1925, sân vận động của họ là Waldstadion, hiện được đặt tên là Deutsche Bank Park vì lý do tài trợ.
Với gần 14.000 vận động viên đang hoạt động ở hơn 50 môn thể thao vào năm 2024, Eintracht Frankfurt là câu lạc bộ thể thao đa năng lớn nhất thế giới có đội bóng đá chuyên nghiệp.

## Thành tích

### Quốc nội
- Vô địch Đức
  - Vô địch: 1959
  - Á quân: 1932
- Cúp bóng đá Đức
  - Vô địch: 1973–74, 1974–75, 1980–81, 1987–88, 2017–18
  - Á quân: 1963–64, 2005–06, 2016–17, 2022–23
- 2. Bundesliga
  - Vô địch: 1997–98
  - Á quân: 2011–12
- Siêu cúp Đức
  - Á quân: 1988, 2018

### Châu Âu
- UEFA Champions League
  - Á quân: 1959–60
- Tập tin:UEFA Cup (adjusted).png UEFA Cup / UEFA Europa League
  - Vô địch: 1979–80, 2021–22
- Cúp Intertoto
  - Vô địch: 1967

## Sân vận động
Frankfurt đang chơi trên sân Waldstadion (58.000 chỗ ngồi/20.000 chỗ đứng). Sân cũng là một trong những sân sẽ đăng cai các trận đấu của World Cup 2006.

## Đội hình

### Đội hình chính
Tính đến 16 tháng 8 năm 2025.
Ghi chú: Quốc kỳ chỉ đội tuyển quốc gia được xác định rõ trong điều lệ tư cách FIFA. Các cầu thủ có thể giữ hơn một quốc tịch ngoài FIFA.
| Số | VT | Quốc gia  | Cầu thủ                  |
| -- | -- | --------- | ------------------------ |
| 1  | TM | Đức       | Kevin Trapp (đội trưởng) |
| 2  | HV | Đức       | Elias Baum               |
| 3  | HV | Bỉ        | Arthur Theate            |
| 4  | HV | Đức       | Robin Koch               |
| 5  | HV | Thụy Sĩ   | Aurèle Amenda            |
| 6  | TV | Đan Mạch  | Oscar Højlund            |
| 7  | TĐ | Đức       | Ansgar Knauff            |
| 8  | TĐ | Algérie   | Farès Chaïbi             |
| 9  | TĐ | Đức       | Jonathan Burkardt        |
| 13 | HV | Đan Mạch  | Rasmus Kristensen        |
| 15 | TV | Tunisia   | Ellyes Skhiri            |
| 16 | TV | Thụy Điển | Hugo Larsson             |
| 17 | TĐ | Pháp      | Elye Wahi                |
| 18 | TV | Syria     | Mahmoud Dahoud           |
| 19 | TĐ | Pháp      | Jean-Mattéo Bahoya       |
| 20 | TV | Nhật Bản  | Ritsu Doan               |
| 21 | HV | Đức       | Nathaniel Brown          |
| 22 | HV | Hoa Kỳ    | Timothy Chandler         |
| 26 | TV | Pháp      | Éric Junior Dina Ebimbe  |
| 27 | TV | Đức       | Mario Götze              |

| Số | VT | Quốc gia    | Cầu thủ               |
| -- | -- | ----------- | --------------------- |
| 29 | HV | Pháp        | Niels Nkounkou        |
| 30 | TĐ | Bỉ          | Michy Batshuayi       |
| 31 | TV | Hoa Kỳ      | Paxten Aaronson       |
| 33 | TM | Đức         | Jens Grahl            |
| 34 | HV | Đức         | Nnamdi Collins        |
| 35 | HV | Brasil      | Tuta                  |
| 37 | TV | Đức         | Jeremiaha Maluze      |
| 38 | TV | Đức         | Ebu Bekir Is          |
| 39 | TM | Đức         | Amil Šiljević         |
| 40 | TM | Brasil      | Kauã Santos           |
| 41 | HV | Mali        | Fousseny Doumbia      |
| 42 | TV | Thổ Nhĩ Kỳ  | Can Uzun              |
| 44 | HV | Ecuador     | Davis Bautista        |
| 45 | TV | Hoa Kỳ      | Marvin Dills          |
| 47 | TV | Hungary     | Noah Fenyő            |
| 49 | HV | Tây Ban Nha | Derek Boakye Osei     |
| 50 | TĐ | Đức         | Alessandro Gaul Souza |
| —  | HV | Bồ Đào Nha  | Aurélio Buta          |
| —  | TĐ | Đức         | Jessic Ngankam        |
| —  | HV | Croatia     | Hrvoje Smolčić        |

### Cho mượn
Ghi chú: Quốc kỳ chỉ đội tuyển quốc gia được xác định rõ trong điều lệ tư cách FIFA. Các cầu thủ có thể giữ hơn một quốc tịch ngoài FIFA.
| Số | VT | Quốc gia | Cầu thủ                                                                       |
| -- | -- | -------- | ----------------------------------------------------------------------------- |
| —  | TV | Hungary  | Krisztián Lisztes (cho Ferencvárosi TC mượn đến hết ngày 30 tháng 6 năm 2026) |
| —  | TM | Albania  | Simon Simoni (cho 1. FC Kaiserslautern mượn đến hết ngày 30 tháng 6 năm 2026) |

## Những cầu thủ ghi bàn xuất sắc nhất
| Mùa bóng  | Tên cầu thủ                | Quốc tịch     | Bàn thắng |
| 2020–2021 | André Silva                | Bồ Đào Nha    | 28        |
| 2021–2022 | Rafael Santos Borré        | Colombia      | 8         |
| 2022–2023 | Randal Kolo Muani          | Pháp          | 15        |
| 2023–2024 | Omar Marmoush              | Ai Cập        | 12        |
| 2024–2025 | Hugo Ekitike Omar Marmoush | Pháp · Ai Cập | 15        |
| --------- | -------------------------- | ------------- | --------- |

## Các thời huấn luyện viên
| - 1919 Albert Sohn - 1921 Dori Kürschner - 1925 Maurice Parry - 1926 Fritz Egly/ Walter Dietrich - 1927 Gustav Wieser - 1928 Paul Oßwald - 1933 Willi Spreng - 1935 Paul Oßwald - 1939 Otto Boer (caretaker) - 1939 Péter Szabó - 1941 Willi Lindner (caretaker) - 1942 Péter Szabó (caretaker) - 1942 Willi Balles (caretaker) - 1945 Willy Pfeiffer (caretaker) - 1945 Sepp Herberger (caretaker) - 1946 Emil Melcher - 1947 Willi Treml - 1948 Bernhard Kellerhoff - 1949 Walter Hollstein - 1950 Kurt Windmann - 1956 Adolf Patek - 1958 Paul Oßwald - 1964 Ivica Horvat |  | - 1965 Elek Schwartz - 1968 Erich Ribbeck - 1973 Dietrich Weise - 1976 Hans-Dieter Roos - 1976 Gyula Lóránt - 1977 Jürgen Grabowski (caretaker) - 1977 Dettmar Cramer - 1978 Otto Knefler - 1978 Udo Klug (caretaker) - 1979 Friedel Rausch - 1980 Lothar Buchmann - 1982 Helmut Senekowitsch - 1982 Branko Zebec - 1983 Klaus Mank (caretaker) - 1983 Dietrich Weise - 1986 Timo Zahnleiter - 1987 Karl-Heinz Feldkamp - 1988 Pál Csernai - 1988 Jörg Berger - 1991 Dragoslav Stepanović - 1993 Horst Heese - 1993 Klaus Toppmöller - 1994 Karl-Heinz Körbel (caretaker) |  | - 1994 Jupp Heynckes - 1995 Karl-Heinz Körbel - 1996 Dragoslav Stepanović - 1996 Rudolf Bommer (caretaker) - 1997 Horst Ehrmantraut - 1998 Bernhard Lippert (caretaker) - 1999 Reinhold Fanz - 1999 Jörg Berger - 1999 Felix Magath - 2001 Rolf Dohmen - 2001 Friedel Rausch - 2001 Martin Andermatt - 2002 Armin Kraaz (caretaker) - 2002 Willi Reimann - 2004 Friedhelm Funkel - 2009 Michael Skibbe - 2011 Christoph Daum - 2011 Armin Veh - 2014 Thomas Schaaf - 2015 Armin Veh - 2016 Niko Kovač - 2018 Adi Hütter - 2021 Oliver Glasner - 2023 Dino Toppmöller |